# Alfred Tooming
Alfred Tooming (Ülejõe, Anija 5 juli 1907 - Tallinn 5 oktober 1977) was een Evangelisch-Lutherse theoloog en geestelijke uit Estland. Van 1967 tot 1977 was hij aartsbisschop van de Estse Evangelisch-Lutherse Kerk (EELK).

## Biografie
Alfred Tooming (tot 1935: Toming) werd op 5 juli 1907 geboren in het dorpje Ülejõe bij Anija als zoon van een landbouwer. Hij volgde zijn schoolopleiding in het Noord-Estse Kehra en bezocht nadien het gymnasium van Tallinn. Van 1927 tot 1932 studeerde hij theologie aan de Universiteit van Tartu en van 1935 tot 1941 en van 1945 tot 1949 was hij pastor van Evangelisch-Lutherse gemeente van Harju-Jaani. Van 1946 tot 1949 was hij tevens pastor te Jõelähtme. Van juli 1941 tot november 1945 had hij dienst in het Rode Leger (tot 1942 in een arbeidsbataljon, daarna tot 1945 bij het Estse Corps der Fuseliers).
Van 1949 tot 1967 was hij pastor van de St. Paulusgemeente Viljandi en tot 1952 tevens van de St. Johannesgemeente aldaar. Van 1949 tot 1967 was hij proost van Viljandi. Van 1954 tot 1967 was Tooming assessor van het consistorie van de Estse Evangelisch Lutherse Kerk (EELK).
Alfred Tooming was van 1967 tot zijn overlijden in 1977 als opvolger van Jaan Kiivit senior (1906-1971) aartsbisschop van de EELK. In 1968 publiceerde het consistorie van de EELK een rapport waarin de inval van de Warschaupactstaten in Tsjechoslowakije werd gerechtvaardigd.
Toomig was lid van de Christelijke Vredesconferentie en nam in 1971 deel aan de vierde Al-Christelijke Vredesvergadering in Praag.
Alfred Tooming overleed op 70-jarige leeftijd, op 5 oktober 1977 in Tallinn en werd aldaar begraven op het Metsakalmistu (Bosbegraafplaats), een van de bekendste begraafplaatsen van de hoofdstad.
Als aartsbisschop werd hij opgevolgd door Edgar Hark.

## Familie
Alfred Tooming was sinds 1935 getrouwd met Senta Kikerpill (1912-1982). Het echtpaar had vier kinderen.